# Asapharcha
Asapharcha är ett släkte av fjärilar. Asapharcha ingår i familjen stävmalar.
Kladogram enligt Catalogue of Life:
| Asapharcha | \| \| Asapharcha crateropa \| \| \| \| \| \| Asapharcha strigifera \| \| \| \| |
|            | \| \| Asapharcha crateropa \| \| \| \| \| \| Asapharcha strigifera \| \| \| \| |
|            | Asapharcha crateropa                                                           |
|            |                                                                                |
|            | Asapharcha strigifera                                                          |
|            |                                                                                |